# Marché de la formation
Par analogie avec la théorie économique des marchés, le marché de la formation est considéré comme le point de rencontre de la demande et de l'offre de formation.
Le bénéficiaire ou le client peut acheter en choisissant dans une « offre », ouverte et concurrentielle de plusieurs organismes de formation, qui se concrétise par une convention de formation.
Ce marché est aujourd'hui organisé par une série de dispositions légales et réglementaires (convention de formation, règles applicables, etc.).

## Sources
- Vocabulaire technique de la formation Série méthodes et Organisations Réalisation : Y. Georges et G. Barnicaud Afpa 1997